# Cabeça Dinossauro
Cabeça Dinossauro é o terceiro álbum de estúdio da banda brasileira de rock Titãs, lançado em 25 de junho de 1986 pela gravadora WEA. Não só marcou a estreia da parceria da banda com o produtor Liminha, que na época era diretor da WEA, o que facilitou a aproximação de ambas as partes; como também garantiu o primeiro disco de ouro deles, em dezembro do mesmo ano.
O álbum marca a mudança sonora que o grupo queria tomar a partir do relativo fracasso de seu disco anterior, Televisão, e uma fusão de fatores, como a prisão do vocalista Arnaldo Antunes e do guitarrista Tony Bellotto no final do 1985, e o relacionamento dos Titãs com sua gravadora.
As sessões de gravação para Cabeça Dinossauro aconteceram no estúdio Nas Nuvens, no Rio de Janeiro, entre os meses de março e abril. A nova paleta sonora da banda apresentou influências evidentes do punk rock, pós-punk, funk rock e reggae. Para o crítico Alberto Villas, escrevendo na época de seu lançamento para O Estado de S. Paulo, "é um disco chocante, punk, nervoso e muito curioso. Um disco de 'rock-veneno', um grito. Um álbum de surpresas."
Se tornou um dos discos fundamentais do rock brasileiro, e ao lado de outros trabalhos, configurou o cenário brasileiro em meio à redemocratização. É reconhecido por sua famosa capa que apresenta um esboço de Leonardo Da Vinci, intitulado "A expressão de um homem urrando". O álbum trouxe sucessos da banda, como "Homem Primata", "Família" e "Bichos Escrotos". Em 2007, foi incluído na lista dos "100 Melhores Discos da Música Brasileira" da revista Rolling Stone Brasil, ficando na 19ª posição.

## Contexto
Em fevereiro de 1986, antes de um show em São Paulo, Branco Mello já havia antecipado ao jornal O Estado de S. Paulo que o próximo álbum da banda teria um "rock mais seco, mais cru" e um som "mais primitivo, mais visceral".
A prisão de Arnaldo Antunes e Tony Bellotto por porte de heroína no final do ano anterior, o "relativo fracasso" de Televisão e a clara vontade da banda de buscar uma sonoridade pesada influenciaram na mudança estética que o grupo tomou neste disco. Além disso, eles não decidiram virar punks da "noite para o dia". Os ingredientes, segundo Sérgio Britto, já estavam presentes na banda anteriormente; Tony vê "Massacre", do disco anterior, como um indicativo dessa sonoridade mais pesada que viria.
Tony diz ainda que a banda já dava sinais desta sonoridade no palco, dizendo que "o tempo mostrou que essa vertente estava no nosso DNA, por isso o Cabeça é uma grande marca, com toda a coisa do questionamento, com a crítica que a gente vê nas letras, com o punk, mas também o reggae, o funk. Acho que nesse disco a gente achou o caminho."
Além disso, o então baterista da banda, Charles Gavin, considerava que o momento conturbado vivido tanto pela banda quanto pelo Brasil também foram fatores de influência para o disco:
| “ | Havia o momento do Brasil que estava se desenhando muito problemático, uma ditadura militar ainda se desmanchando, a morte de Tancredo Neves. O clima era de desilusão, um cenário de distopia. E havia também nosso momento como banda. Tínhamos vindo de Televisão, nosso segundo disco, incompreendido pela gravadora, que não foi bem trabalhado. Isso nos provocou certo dissabor, ceticismo com a música, a carreira. Chegamos ao disco com raiva do mercado, da gravadora, de todo mundo. | ” |

Para o coprodutor Pena Schmidt, Cabeça Dinossauro "era o momento da verdade. Os Titãs tinham crises entre se entregar à perfeição fonográfica ou à afirmação da rebeldia. Ali o resultado se equilibra faixa a faixa."
A banda também buscava estabelecer uma identidade mais clara, algo que não haviam conseguido até então com uma formação incomum de oito integrantes, vários vocalistas e nenhum crooner. Uma prova disso foi um show que fizeram num festival em comemoração aos 20 anos de carreira de Gilberto Gil, quando subiram ao palco logo após Os Paralamas do Sucesso; Gil os apresentou dizendo que "os Paralamas sobrem ao palco em trio e seu som lembra o de um trem. Os Titãs sobem em oito e soam como uma caixinha de música".

## Produção
Apesar dos próprios Titãs terem criticado o trabalho do produtor Liminha, chamando-o de "pasteurizador", ele acabou contratado para produzir Cabeça Dinossauro. O material musica do disco já estava todo definido antes das sessões de gravação começarem. A banda tinha a vontade de reproduzir em estúdio a energia que eles acreditavam ter no palco. O álbum foi gravado e mixado em um mês no estúdio Nas Nuvens, no Jardim Botânico, enquanto que sua fita demo foi gravada em apenas dois dias em fevereiro de 1986, em um estúdio na Pompeia.
A primeira canção a ser gravada foi o single "AA UU", que já era tocado em shows. A última a ser gravada foi a faixa de encerramento, "O Que". "O Que" e "Família" foram as únicas que sofreram mudanças significativas em seus arranjos. O vocal de "A Face do Destruidor" foi gravado "em um fôlego só" em cima da base tocada de trás para frente. Segundo Sérgio, "quando gravamos tínhamos que pensar que aquilo ia ser ouvido dessa maneira".
Alguns dos solos de Bellotto no disco foram feitos alternando a palheta com um anel grande que ele usava. Desta forma, ele tocava ao mesmo tempo em que fazia uma espécie de percussão na guitarra.

## Arte da capa
A capa do álbum foi baseada em um esboço do pintor italiano Leonardo da Vinci, intitulado "A expressão de um homem urrando". Um outro desenho de Da Vinci, "Cabeça grotesca", serviu como a contracapa. Ambos os acetatos das imagens vieram diretamente do Museu do Louvre, trazidos por um amigo de Almino Monteiro, pai de Britto. Eles vieram substituir pequenas reproduções das quais a banda dispunha mas que tinham qualidade insuficiente para o projeto. Foi uma das primeiras capas do rock brasileiro a não envolverem uma foto do artista.
Conforme relatou Sérgio em 2006: "As primeiras 30 mil cópias do disco foram feitas em um papel fosco e poroso muito mais caro que o normal. Generosidade do André Midani, então presidente da Warner, que nos deu total apoio antes, durante e depois da gravação atendendo a quase tudo o que pedíamos."
Em 1987, a arte da capa foi a vencedora do prêmio "Concurso Company de Capas de Rock", promovido pela Rádio Cidade, do Rio de Janeiro.

## Canções

### Lado um

#### "Cabeça Dinossauro"
A faixa-título foi concebida durante uma viagem de ônibus da banda. Paulo Miklos mostrou aos colegas uma fita cassete com gravações de música tribal Xingu. Sobre aquele ritmo, Branco Mello improvisou os primeiros versos, e logo a letra estava pronta. Outra fonte conta que Paulo pegou seu violão e começou a executar as notas ré e dó sustenido, numa sequência que remetia ao tema do filme Tubarão de Steven Spielberg. Branco, sentado na fileira seguinte, levantou e começou a cantar os versos "Cabeça dinossauro. Cabeça dinossauro. Cabeça, cabeça. Cabeça dinossauro". Depois de alguns minutos, ele veio com os outros versos: "Pança de elefante. Pança de elefante. Pança, pança. Pança de elefante". O último verso, "Espírito de porco. Espírito de porco. Espírito, espírito. Espírito de porco", foi proferido por Arnaldo Antunes, que dormia na primeira fileira e se levantou para vir esbravejar as palavras. A letra sofreu uma única alteração antes de ser gravada: "elefante" foi trocado por "mamute".
A percussão foi tocada por Liminha. Após várias tentativas elaboradas, ele a improvisou com as paredes, o chão e as colunas do estúdio, e a performance "em transe" foi aprovada por todos.

#### "AA UU"
"AA UU" foi composta por Marcelo Fromer e Britto, sendo a primeira faixa a ser gravada para o disco; ela já era tocada antes em shows. Foi tocada por rádios, mas não sem resistência. Ela só estourou após seu clipe ser exibido no programa Fantástico. Foi incluída na telenovela Hipertensão, e na trilha sonora do filme Meu Nome Não É Johnny, de 2008. A faixa expressa a frustração da banda em não conseguir se comunicar.

#### "Igreja"
"Igreja" foi composta apenas por Nando Reis na casa de sua mãe. Foi uma das últimas canções a entrar no álbum e provocou discórdia entre os membros. Arnaldo Antunes inicialmente se recusou a gravar a faixa, e chegou a deixar o palco em algumas ocasiões em que ela foi apresentada ao vivo. Miklos também se opôs à inclusão da faixa, porém mudou de ideia após executá-la nos shows.

#### "Polícia"
"Polícia" foi composta pelo Bellotto, inspirada em sua prisão por porte de heroína no final de 1985. Tony tinha em mente Paulo nos vocais, porém como Sérgio havia cantado em apenas outras duas canções, acabou ficando com esta. Os membros da banda não achavam que a faixa tinha potencial em primeiro momento, e Bellotto mais tarde atestou uma certa "ingenuidade" na letra.

#### "Estado Violência"
"Estado Violência" foi composta por Charles Gavin, e havia sido inicialmente oferecida ao Ira!, banda na qual ele tocava antes. Nando o ajudou a estruturar a música, mas não interveio o suficiente para querer constar como coautor. A letra, por sua vez, a exemplo de "Polícia", também foi inspirada pela prisão dos dois colegas de banda, mais especificamente pelo poder de que o Estado dispõe para "julgar o que você faz na sua casa, com o seu corpo".

#### "Tõ Cansado"
A faixa foi composta num quarto de hotel no Rio de Janeiro após Arnaldo Antunes e Branco Mello passarem uma noite em claro na casa do músico Lobão e voltarem de lá exaustos.

### Lado dois

#### "Bichos Escrotos"
"Bichos Escrotos" foi composta por Reis, Britto e Antunes. Durante a gravação de uma demo, os três aproveitaram para descansar em um pátio. Em dado momento, Nando viu uma barata saindo de um ralo e isso inspirou os três a começarem a criar uma música ali mesmo sobre o tema. Segundo ele, a canção utiliza os animais citados em sua letra (baratas, ratos e pulgas), que são considerados marginais, como metáforas para os próprios Titãs, que buscavam fugir de padrões e estereótipos estéticos, musicais e morais.

#### "Família"
"Família" foi composta por Antunes e Bellotto, e retrata eventos do dia-a-dia de uma família típica. É musicalmente estruturada no reggae. Sua versão inicial era mais lenta, porém o produtor Liminha a tornou mais longa, embora a banda não tenha gostado de imediato do resultado.

#### "Homem Primata"
"Homem Primata" já havia sido feita antes das sessões. Entre os compositores, Ciro Pessoa, vocalista que resolveu sair da banda antes das gravações do primeiro álbum. O videoclipe da canção começa com a banda em imagens preto e branco andando em meio a uma multidão, com imagens alternadas de homens das cavernas. Depois (agora em cores), a banda picha um caminhão (com ilustrações que incluem o símbolo do anarquismo) e passa a tocar a música em cima do mesmo, enquanto passeiam pelo Centro de São Paulo. Alternadamente, imagens da banda tocando dentro de uma jaula com pessoas assistindo de fora aparecem.
"O Que"
"O Que" é composta e cantada por Antunes, sendo a canção de maior duração do álbum. Foi a última faixa gravada para Cabeça Dinossauro e a que mais sofreu mudanças em seu arranjo. O seu uso de experimentações da música eletrônica influenciaria os próximos trabalhos dos Titãs, principalmente seu álbum seguinte, Jesus Não Tem Dentes no País dos Banguelas.

## Lançamento
| Críticas profissionais | Críticas profissionais |
| Avaliações da crítica  | Avaliações da crítica  |
| Fonte                  | Avaliação              |
| ---------------------- | ---------------------- |
| AllMusic               | [ 30 ]                 |

Precedido pelo single "AA UU", Cabeça Dinossauro foi lançado em 25 de junho de 1986 pela gravadora WEA. Inicialmente ignorado pelas rádios, o disco rendeu uma turnê nacional que, até dezembro daquele ano, já havia levado o grupo a cerca de quarenta palcos. Na época, estava prevista para ir até abril do ano seguinte. Os cenários dos palcos traziam peles de animais.
Na época do lançamento do álbum, Tony Bellotto apostou uma garrafa de uísque com Branco Mello que o álbum não chegaria a 100 mil cópias vendidas. Ele acabou perdendo a aposta (o disco atingiu a marca em dezembro). Até seu primeiro aniversário, é certo que o álbum havia vendido 250 mil cópias, número que havia aumentado para 700 mil em 2016. Quando atingiu a marca de 100 mil, rendeu à banda seu primeiro disco de ouro e a marca foi celebrada com um show em São Paulo. Só no período até o primeiro show da turnê, em 23 de agosto, o disco já havia vendido mais que seus dois antecessores somados.
Também naquela altura, o crítico Alberto Villas, escrevendo para O Estado de S. Paulo, afirmou que o álbum era "a grande surpresa do ano. (...) É um disco chocante, punk, nervoso e muito curioso. Um disco de 'rock-veneno', um grito. Um álbum de surpresas." Ele também disse não conseguir "achar os Titãs. Cólera? Olho Seco? Exploited? Bauhaus? Que som é esse?"
A partir da turnê do disco, a banda encontrou uma identidade mais consistente e direta; os shows dispensaram hits pop como "Sonífera Ilha" e incluíam quatro faixas de Televisão (a saber: "Massacre", "Televisão", "Dona Nenê" e "Pavimentação") e apenas uma do disco de estreia ("Querem Meu Sangue"). Os vocalistas passaram a se revezar num microfone em vez de ficarem juntos na beira do palco.
Na etapa da turnê no Rio de Janeiro, o grupo não encontrou palcos disponíveis e teve de se apresentar no Teatro Carlos Gomes. Duas datas estavam previstas inicialmente (2 e 3 de fevereiro), mas o sucesso motivou a abertura de uma nova e maior temporada, entre 11 e 15 de março. No dia 14, contudo, uma multidão invadiu o local ainda durante a passagem de som e destruiu as poltronas da casa, e a banda acabou proibida de prosseguir com a temporada.

## Legado
Cabeça Dinossauro é considerado um dos discos mais importantes do rock brasileiro da década de 1980, tendo sido lançado no mesmo ano de outros trabalhos importantes como Dois (Legião Urbana), Vivendo e Não Aprendendo (Ira!), Rádio Pirata ao Vivo (RPM) e Selvagem? (Os Paralamas do Sucesso).
Numa entrevista em 2020, Charles comparou a importância do disco para os Titãs com a importância que A Night at the Opera teve para o Queen. Num artigo para a revista Rolling Stone Brasil em 2006, Sérgio comentou:
| “ | Este disco, com certeza, se não é o melhor, é um dos melhores que fizemos. Só comparável a Õ Blésq Blom e Jesus não Tem Dentes no País dos Banguelas. Apesar disso não me atrevo a apontar nenhuma banda que pareça ter sido diretamente influenciada por ele. | ” |

Foi incluído na lista dos "100 Melhores Discos da Música Brasileira" da revista Rolling Stone Brasil, ficando na 19ª posição. Em setembro de 2012, foi eleito pelo público da rádio Eldorado FM, do portal Estadão e do Caderno C2+Música como o sétimo melhor disco brasileiro da história. Em 2022, foi eleito um dos melhores discos da música brasileira dos últimos 40 anos em uma enquete do jornal O Globo que reuniu 25 especialistas, incluindo Charles Gavin, Vera Magalhães, Leonardo Bruno, Nelson Motta, Rodrigo Faour, Tárik de Souza, Ricardo Alexandre, Arthur Dapieve, Paulo Cesar de Araújo e Roberta Martinelli, entre outros nomes.
Em 2016, celebrando 30 anos do disco, um livro de contos inspirados nas faixas e uma peça inspirada no álbum foram lançados com os nomes Cada um por si e Deus contra todos e Cabeça, respectivamente.

### Regravações por outros artistas
- A canção "Polícia" foi regravada pela banda brasileira de thrash metal Sepultura, incluindo-a como faixa bônus da versão brasileira do álbum Chaos A.D. Na edição de 1994 do festival Hollywood Rock, os Titãs chamaram os membros do Sepultura para participarem da performance da faixa ao vivo. Em algumas ocasiões, o guitarrista Andreas Kisser participa de shows do Titãs tocando guitarra nessa canção. Os Paralamas do Sucesso, em algumas ocasiões, citam trechos de "Polícia" em sua canção "Selvagem". A banda liderada por Herbert Vianna ainda regravou as duas canções junto com a banda paulista, no CD e DVD Paralamas e Titãs Juntos e Ao Vivo, também com a participação de Andreas Kisser.
- A canção "Estado Violência" foi regravada pela banda Biquíni Cavadão em seu álbum de covers, 80 (2001).
- A canção "Família" foi adaptada pelo grupo de pagode Molejo para o ritmo de samba, na versão gravada no álbum de 1998. A introdução de teclados da versão original foi utilizada em uma das faixas, com o aval dos Titãs.

## Relançamentos
Em comemoração aos 30 anos da banda, o álbum passou a ser executado na íntegra nos shows. Uma das apresentações dessa turnê foi registrada e lançada em vários formatos, intitulada Cabeça Dinossauro ao Vivo 2012. A turnê foi determinante para o direcionamento musical que a banda tomou em seu próximo álbum, Nheengatu, que traz novamente a agressividade e críticas sociais.

Em 2012, o álbum foi relançado com as 13 canções originais, mais as suas versões demo e a inédita "Vai pra Rua", de Antunes e Miklos – que estava prevista para fazer parte do disco original, mas foi substituída por "Porrada".
| Disco 2 da edição comemorativa |                               |         |  |
| N.º                            | Título                        | Duração |  |
| 1.                             | "Cabeça Dinossauro (Demo)"    | 1:58    |  |
| 2.                             | "AA UU (Demo)"                | 3:00    |  |
| 3.                             | "Igreja (Demo)"               | 2:48    |  |
| 4.                             | "Polícia (Demo)"              | 2:01    |  |
| 5.                             | "Estado Violência (Demo)"     | 2:33    |  |
| 6.                             | "A Face do Destruidor (Demo)" | 0:44    |  |
| 7.                             | "Vai pra Rua (Demo)"          | 2:18    |  |
| 8.                             | "Tô Cansado (Demo)"           | 2:20    |  |
| 9.                             | "Bichos Escrotos (Demo)"      | 3:17    |  |
| 10.                            | "Família (Demo)"              | 4:09    |  |
| 11.                            | "Homem Primata (Demo)"        | 3:13    |  |
| 12.                            | "Dívidas (Demo)"              | 3:09    |  |
| 13.                            | "O Que (Demo)"                | 2:12    |  |

Em 2021, em comemoração aos seus 35 anos, o disco foi relançado pela terceira vez, agora em disco compacto e apenas com as faixas originais.

## Lista de faixas
Créditos de composição de acordo com o encarte:
| Lado um |                        |                        |                   |         |  |
| N.º     | Título                 | Compositor(es)         | Vocais principais | Duração |  |
| 1.      | "Cabeça Dinossauro"    | Miklos, Mello, Antunes | Branco Mello      | 2:19    |  |
| 2.      | "AA UU"                | Fromer, Britto         | Sérgio Britto     | 3:01    |  |
| 3.      | "Igreja"               | Reis                   | Nando Reis        | 2:47    |  |
| 4.      | "Polícia"              | Bellotto               | Sérgio Britto     | 2:07    |  |
| 5.      | "Estado Violência"     | Gavin                  | Paulo Miklos      | 3:07    |  |
| 6.      | "A Face do Destruidor" | Antunes, Miklos        | Paulo Miklos      | 0:34    |  |
| 7.      | "Porrada"              | Antunes, Britto        | Arnaldo Antunes   | 2:49    |  |
| 8.      | "Tô Cansado"           | Antunes, Mello         | Branco Mello      | 2:16    |  |

| Lado dois |                   |                              |                   |         |  |
| N.º       | Título            | Compositor(es)               | Vocais principais | Duração |  |
| 1.        | "Bichos Escrotos" | Antunes, Reis, Britto        | Paulo Miklos      | 3:14    |  |
| 2.        | "Família"         | Antunes, Bellotto            | Nando Reis        | 3:32    |  |
| 3.        | "Homem Primata"   | Pessoa, Fromer, Reis, Britto | Sérgio Britto     | 3:27    |  |
| 4.        | "Dívidas"         | Antunes, Mello               | Branco Mello      | 3:06    |  |
| 5.        | "O Que"           | Antunes                      | Arnaldo Antunes   | 5:38    |  |

## Ficha técnica
De acordo com o encarte do CD:
Titãs
- Arnaldo Antunes – vocais principais (em "Porrada" e "O Que")
- Branco Mello – vocais principais (em "Cabeça Dinossauro", "Tô Cansado" e "Dívidas")
- Charles Gavin – bateria, percussão
- Marcelo Fromer – guitarra rítmica, guitarra solo (em "Igreja" e "Família")
- Nando Reis – vocais principais (em "Igreja" e "Família"), baixo elétrico
- Paulo Miklos – vocais principais (em "Estado Violência", "A Face do Destruidor" e "Bichos Escrotos"), baixo elétrico (em "Igreja)[20]
- Sérgio Britto – vocais principais (em "AA UU", "Polícia", "Homem Primata"), teclados
- Tony Bellotto – guitarra solo, guitarra rítmica (em "Igreja" e "Família")

Participações especiais
- Repolho – castanholas (em "Homem Primata")

Produção musical
- Liminha – produção, direção artística e musical,[6] guitarra (em "Família" e "O Que"), percussão (em "Cabeça Dinossauro"), caixa de ritmos DMX Drumulator em (em "O Que")
- Pena Schmidt – coprodução
- Vitor Farias – coprodução, engenharia de gravação e mixagem
- Bernardo - assistência de estúdio
- Ricardo Garcia - masterização

Produção gráfica
- Sérgio Britto – capa
- Vânia Toledo – fotografias
- Silvia Panella - arte final
- José Oswaldo Martins – corte

## Prêmios e indicações
| Ano  | Prêmio                                             | Categoria                                          | Resultado | Ref.   |
| ---- | -------------------------------------------------- | -------------------------------------------------- | --------- | ------ |
| 1987 | Rádio Cidade - I Concurso Company de Capas de Rock | Rádio Cidade - I Concurso Company de Capas de Rock | Venceu    | [ 23 ] |